# Mesazon

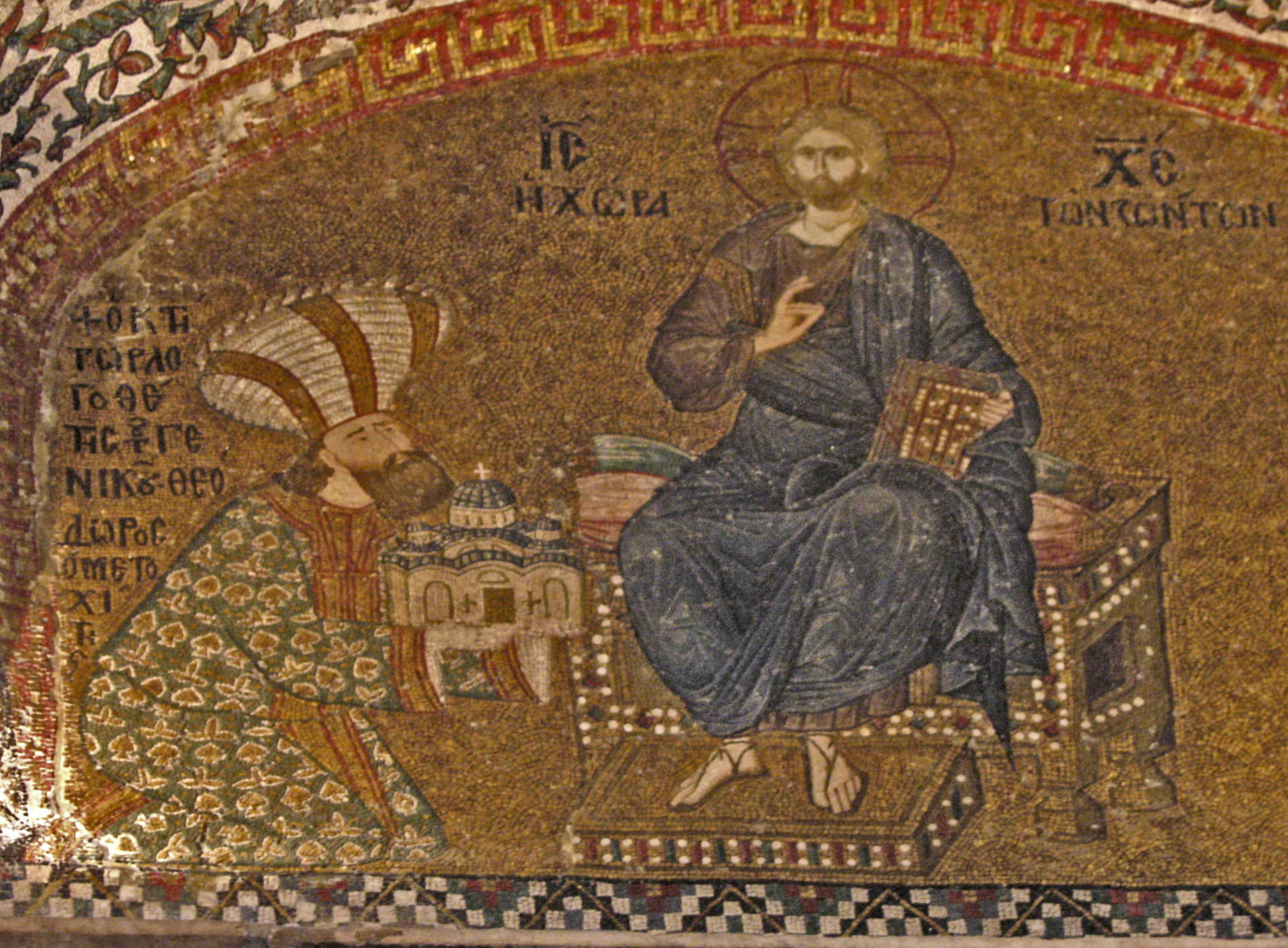
Mosaico che rappresenta Teodoro Metochite (a sinistra), mesazon dell'imperatore Andronico II Paleologo (r. 1261-1328), mentre presenta il progetto di rinnovamento della Chiesa di San Salvatore in Chora al Cristo Pantocratore.

Il mesazōn (in greco μεσάζων? "intermediario") era un alto dignitario nel corso degli ultimi secoli dell'Impero bizantino. La sua funzione era l'equivalente di primo ministro e consigliere dell'imperatore.

## Storia e funzioni
Il termine ebbe origine nel X secolo, quando i ministri anziani venivano talvolta chiamati mesiteuontes (in greco μεσιτεύοντες), ovvero mediatori fra l'imperatore bizantino ed altri funzionari (cf. paradynasteuōn). Il titolo divenne ufficiale alla metà dell'XI secolo, quando venne conferito a Constantine Leichoudes, il futuro Patriarca ecumenico di Costantinopoli, Costantino III. Ai tempi dei Comneni, coloro i quali erano nominati ministri anziani erano de facto primi ministri, come epi tou kanikleiou e logothetēs tōn sekretōn, ma non avevano ancora acquisto la permanente e specifica mansione, né il potere che la caratterizzò negli anni successivi. Piuttosto, era un titolo conferito al principale segretario imperiale, che agiva proprio come un "intermediario" tra l'imperatore bizantino e altri funzionari. Questo riflette il cambiamento del governo bizantino sotto i Comneni dal vecchio stile burocratico romano ad una più ristretta classe dirigente aristocratica, che esercitava la funzione di governo all'interno della famiglia imperiale, come nel feudalesimo in Europa occidentale. Il ruolo di mesazōn venne formalmente istituzionalizzato dall'Impero di Nicea, dove il detentore del mesastikion (come la funzione era nota), era il primo ministro dell'impero bizantino, coordinando l'opera degli altri ministri. Come scrisse l'imperatore e storico Giovanni Kantakouzenos (r. 1347-1354), il mesazōn era "necessario all'imperatore, giorno e notte". Questa funzione venne ereditata dal restaurato Impero paleologo e continuò fino alla Caduta di Costantinopoli, nel maggio del 1453. L'ufficio è stato utilizzato anche, con la stessa funzione, nelle corti bizantine di Epiro, Morea e Trebisonda. In quest'ultimo caso, ha acquisito l'epiteto di Megas ("grande").

## Lista dimesazontes
- Costantino Licude – 1050.
- Teodoro Styppeiotes, sotto l'imperatore Manuele I Comneno (r. 1143–1180).
- Giovanni Camatero, sotto l'imperatore Manuele I Comneno
- Michael Hagiotheodorites, sotto l'imperatore Manuele I Comneno
- Theodore Mavrozomes, sotto l'imperatore Manuele I Comneno
- Demetrios Komnenos Tornikes, sotto l'imperatore Giovanni III Vatatze (r. 1221–1254).
- Teodoro Muzalon, – 1294.
- Niceforo Cumno, 1294–1305, sotto l'imperatore Andronico II Paleologo (r. 1261-1328).
- Teodoro Metochite, 1305–1328, sotto l'imperatore Andronico II Paleologo
- Alessio Apocauco, 1328–1345, sotto l'imperatore Giovanni V Paleologo (r. 1341-1357).
- Demetrio Cidone, 1347–1354, sotto l'imperatore Giovanni VI Kantakouzenos (r. 1347-1354); 1369–1383 sotto Giovanni V Paleologo; 1391–1396 sotto l'imperatore Manuele II Paleologo (r. 1391–1425).
- George Goudelis, anni '90 del XIV secolo sotto l'imperatore Manuele II Paleologo.
- Ilario Doria, anni '90 del XIV secolo–c. 1423, sotto l'imperatore Manuele II Paleologo[6][7]
- Demetrios Chrysoloras, 1403–1408 in Thessalonica sotto l'imperatore Giovanni VII Paleologo.
- Giorgio Ducas Filantropeno, 1430–1439.
- Demetrios Palaiologos Kantakouzenos, 1434/1435–1448 sotto l'imperatore Giovanni VIII Paleologo (r. 1425–1448).
- Giorgio Ducas Filantropeno e Markos Palaiologos Iagaris, 1438–1439, quando accompagnarono l'imperatore Giovanni VIII Paleologo in Italia.
- Luca Notara, 1434–1453, ultimo mesazōn dell'impero bizantino sotto gli imperatori Giovanni VIII Paleologo e Costantino XI Paleologo (r. 1449–1453).